# 오푸스 데이
성 십자가와 오푸스데이 성직자치단(영어: The Prelature of the Holy Cross and Opus Dei, 라틴어: Praelatura Sanctae Crucis et Opus Dei)은 로마 가톨릭교회의 성직자치단이다. 흔히 오푸스데이(하느님의 사업)라고 부른다. 1928년 10월 8일에 성 호세마리아 에스크리바가 설립하였다.

## 연혁

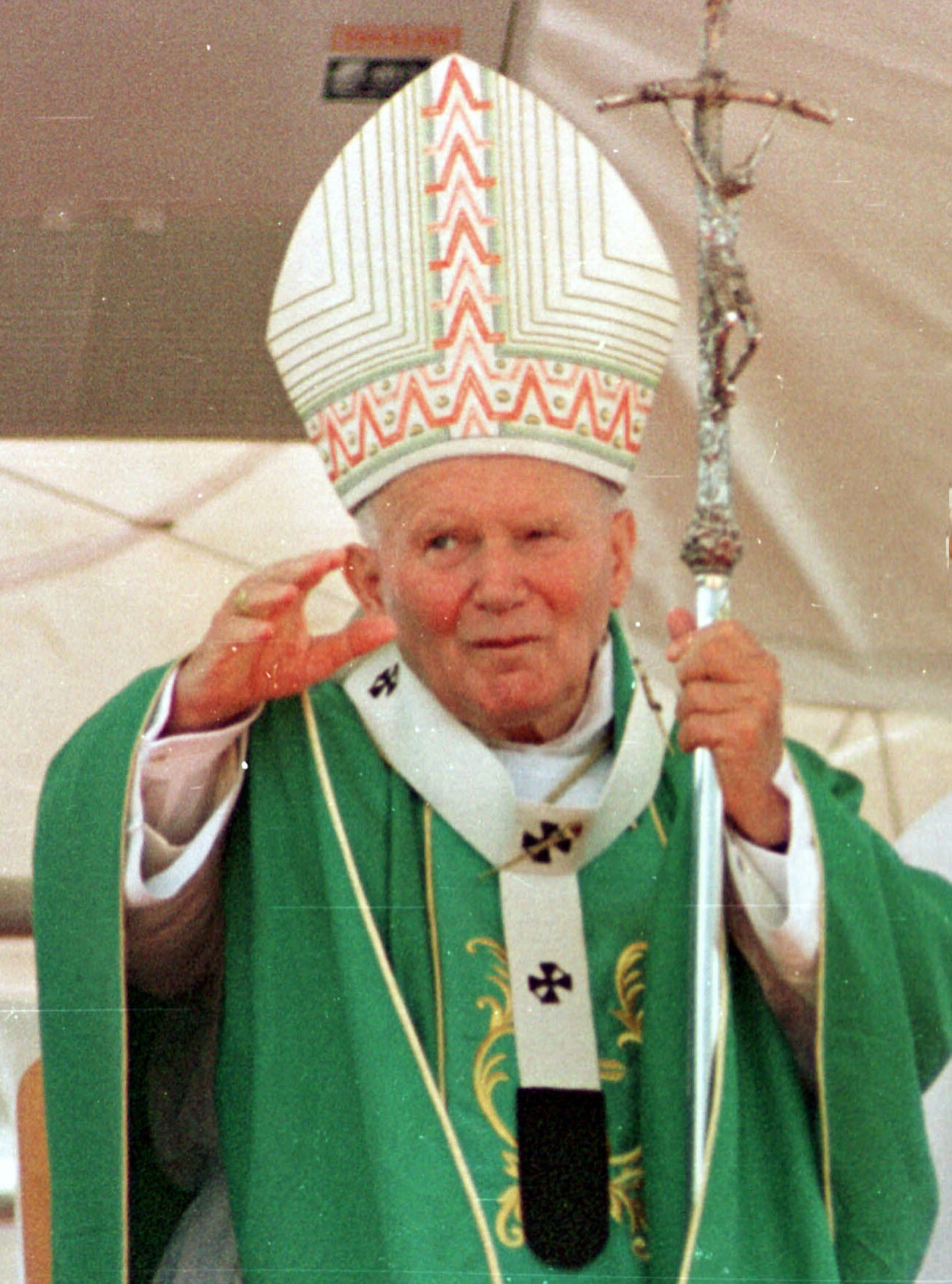
교황 요한 바오로 2세

오푸스 데이의 각 국가별 진출 현황

1928년 10월 8일 로마 가톨릭의 신부 성 호세마리아 에스크리바가 1928년에 창설하였다. 오푸스데이의 전통 철학은 프랑코의 독재 시절 이전의 에스파냐에서 그 뿌리를 찾을 수 있는데, 자신의 노동을 하느님에게 헌신함으로써 주일에서 모든 날로 교회의 성스러움을 확장시키는 것을 기본 목표로 삼고 있다.
1934년 성 호세마리아 에스크리바의 정신이 담긴 저서 《길》의 출간과 함께 에스크리바의 메시지는 전 세계로 퍼져 나갔다. 3백만 부 이상이 발행된 《길》에는 인간이 하느님과 어떤 관계를 맺어야 하는지에 관한 에스크리바의 견해가 잠언 형식으로 적혀 있다. 오푸스 데이를 따르는 사람들은 이것을 최고의 영적 조언으로 받아들인다. 성 호세마리아 에스크리바 신부가 제시한 999개의 잠언(999 Maxims)이 적힌 《길》은 상당히 근본적이고 단호한 가르침을 담고 있다.
1941년 로마 교황청에서 이 단체를 공식 승인하였으며, 1982년 교황 요한 바오로 2세가 국제적인 일종의 유사 교구인 성직 자치단으로 인준하였고, 창립자 호세마리아 에스크리바를 1992년에는 복자품(福者品)에, 2002년에는 성인품(聖人品)에 올렸다.
현재 전 세계의 40여 개국에서 8만 5천 500명, 미국에는 3천여 명의 회원이 있으며 이들은 대부분 독실한 종교적 가르침을 따르는 가족으로 구성되어 있다. 대한민국의 경우에는 서울특별시 상도동에 남성 뉴머러리들을 위한 센터가, 대전광역시 둔산동에 여성 뉴머러리들을 위한 센터가 마련돼 있다.

## 조직 및 활동

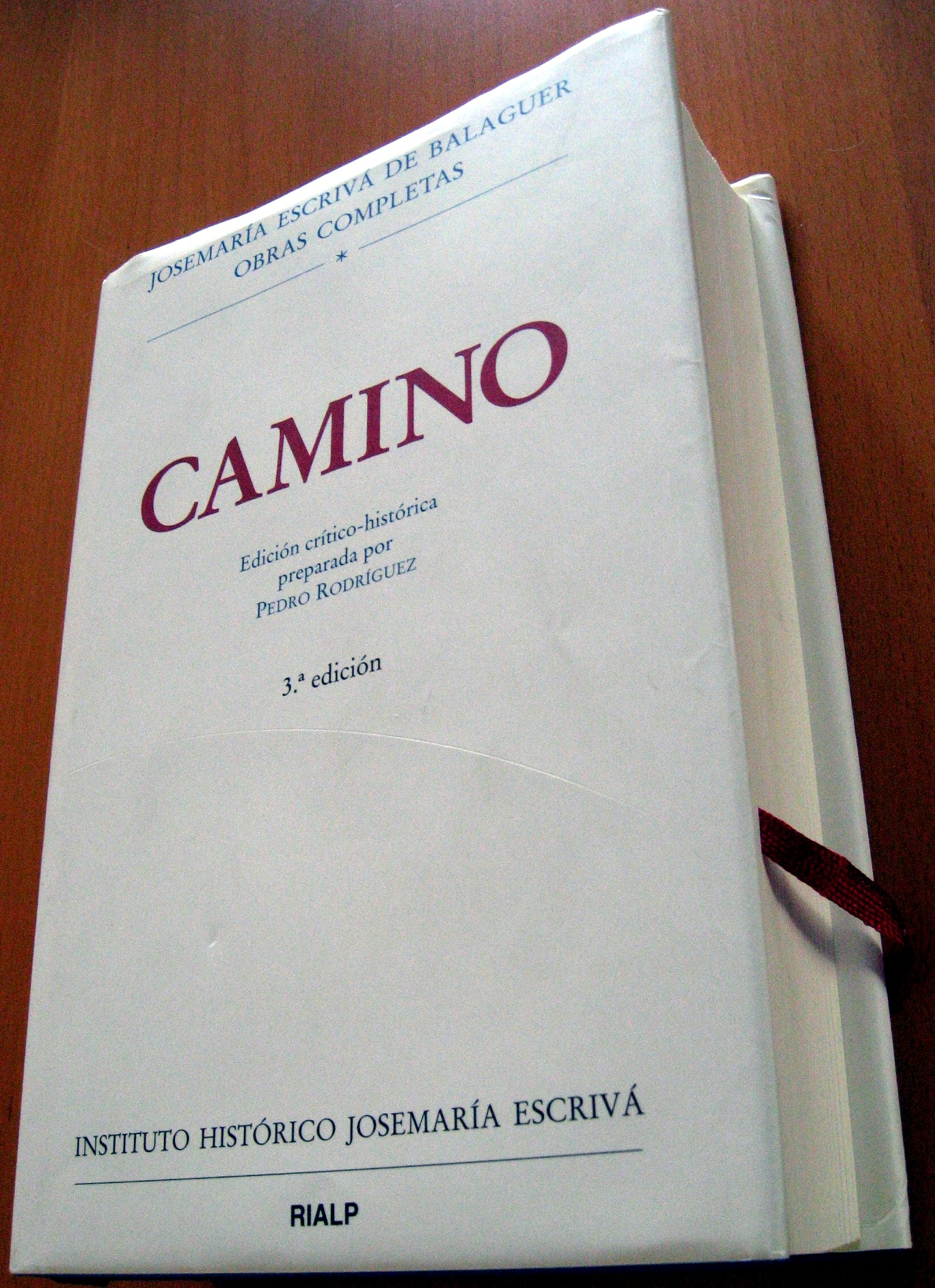
오푸스 데이의 창립자인 호세마리아 에스크리바가 저술한 《길(Camino)》은 오푸스 데이 회원들의 행동 지침이 되고 있다.

회원은 주교와 신부(수도 사제 제외), 평신도로 구성되어 있으며, 본부인 사무청은 이탈리아 로마의 비알레 브루노 부오치 73번지에 두고 있다. 이들은 모든 로마 가톨릭 신자들은 성스러움을 추구하고 복음을 전파하는 소명을 갖고 있다는 가르침을 널리 전하는 것을 목표로 하고 있다. 에스크리바는 오푸스 데이의 활동을 '병든 사회에 성스러운 주사를 놓는 것'에 비유하기도 했다.
오푸스 데이는 교회법의 일반 규정과 교황청 사도 헌장 《Ut sit》과 자체 규정인 오푸스 데이의 회칙에 의거하여 성직 자치단 단장(총괄 최고 책임자)이 관할하고 있다.
자치단의 신부들은 자치단장의 권한에 온전히 속해 있다. 자치단장은 그들에게 사목적 임무를 부여하고, 그들은 자신들이 생활하고 있는 교구의 사목 방침을 충실히 따른다. 자치단은 소속 신부들을 재정적으로 지원할 책임을 지고 있다. 오푸스 데이 소속의 평신도 회원들 또한 자치단의 특수한 사명에 관한 모든 사항에 있어서는 자치단장의 권한에 따른다. 그들은 또한 여느 시민들처럼 시민 사회의 법률적 권위에 종속되며, 보통의 평신도들처럼 교구의 권위에도 종속된다.
자치단의 관리 방식은 집단적인 방식을 따르고 있다. 단장과 그의 대리자들은 언제나 상당 수가 평신도들로 구성되어 있는 평의회의 조력을 받아서 자신들의 임무를 수행한다. 여성 평의회는 '중앙 고문단(Central Advisory)'이라 칭하며 남성 평의회는 '일반 평의회(General Council)'라고 하는데 모두 로마에 평의회 본부를 두고 있다.
자치단의 총회는 통상 8년마다 개최된다. 총회에는 세계 각국에서 활동하는 오푸스 데이 회원들이 참석한다. 이 총회에서 자치단의 사업이 논의되고 장래의 사목 활동이 지향해야 할 방향에 관한 의견들이 단장에게 제시된다. 총회 기간 동안에 단장은 신임 평의회 임원들을 임명하게 된다. 자치단은 각 지회라고 불리는 영역으로 나뉘며 개별 국가의 영역과 일치되는 경우도 있고 그렇지 않은 경우도 있는, 각 지회의 정점에는 지역 총대리와 2개의 평의회(여성 지역 고문단과 남성 지역위원회)가 존재하고 있다. 일부 지회는 몇 개의 대표단으로 나뉘며 지회의 권한이 미치는 범위 내에서 대표단은 지회에 상응하는 관리 조직, 즉 대표단 대리와 두 개의 평의회를 각기 두고 있다. 최종적으로 최소 단위로서의 오푸스 데이 센터가 있다. 이들 센터들은 특정 지역의 회원들을 양성하고 사목적으로 배려하기 위한 목적으로 설립된 것으로 남녀 평신도 모두를 위한 것이다. 각 센터는 평신도가 이끄는 지역 평의회에 의해서 관리되며 최소한 2명 이상의 회원들로 구성되어 있다. 신자들에 대한 사목적 배려 차원에서 오푸스 데이의 단장은 신부를 임명, 파견한다.

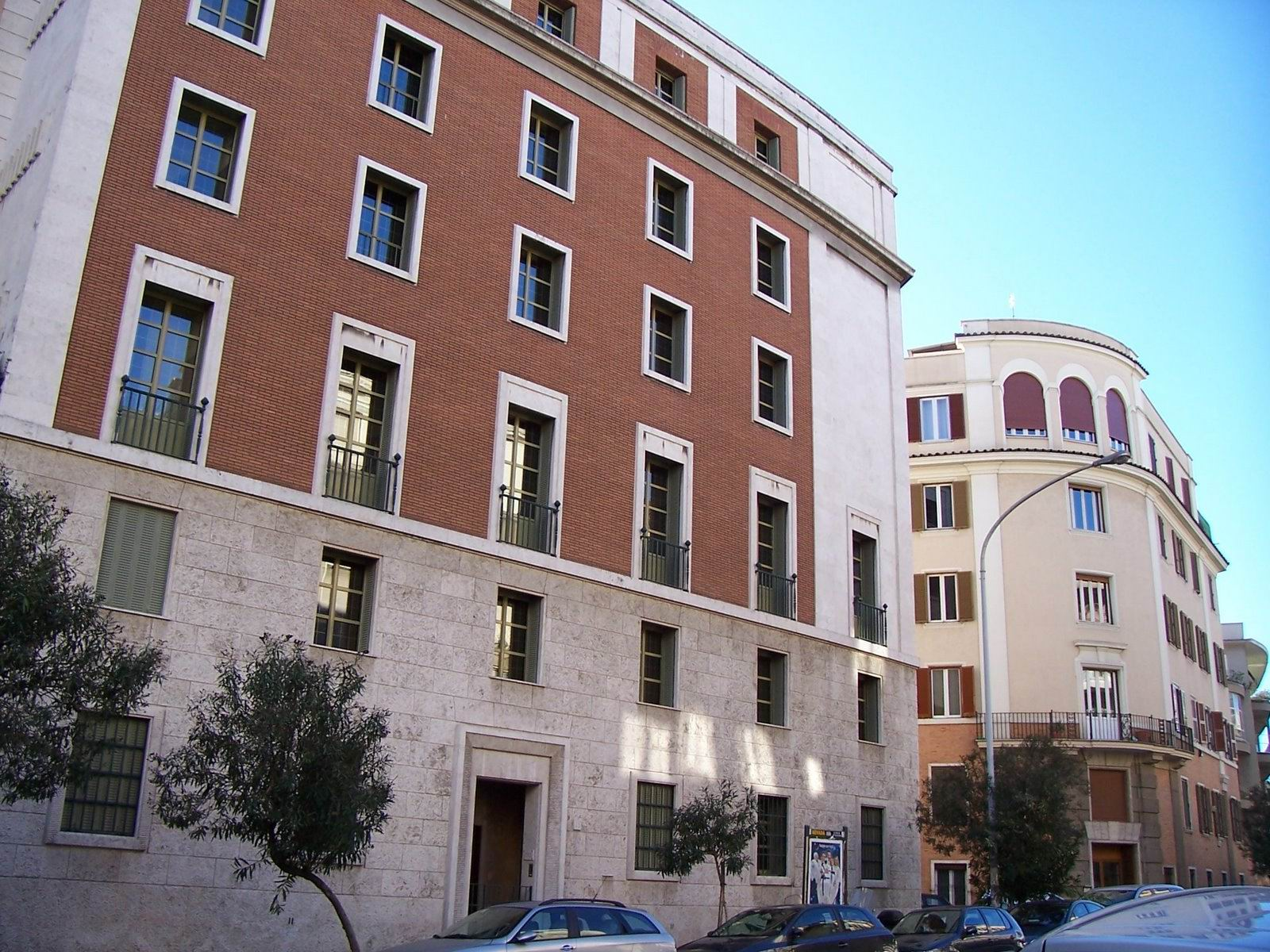
로마에 위치한 오푸스 데이 총본부

자치단장을 제외하고 오푸스 데이에서 직책을 맡고 있는 사람들의 임기는 종신이 아니다.
자치단의 모든 평신도 회원들은 전체의 70% 정도인 '슈퍼 뉴머러리(Super Numerary)'와 20% 정도인 '뉴머러리(Numerary)'로 구성되는데 뉴머러리는 1천 700개 정도의 성별 구분이 이루어진 센터에서 결혼을 하지 않는 등 성직자가 아님에도 성직자와 흡사한 수준의 종교 생활을 하고 있다.
회원들은 자신들의 일을 통해서 자기 자신과 가족의 생계를 스스로 책임져야 한다. 그에 덧붙여 오푸스 데이 회원들과 협력자들은 또한 회가 사목 활동을 수행하는 데 필요로 하는 비용에 대한 책임도 나누고 있다. 이들 비용은 우선적으로 자치단의 성직자 양성과 지원 비용과 오푸스 데이 총본부와 각 지회 및 지부의 중앙 사무소의 경비 지원 및 회에서 기부하는 자선의연금을 마련하기 위해 요구되는 것이다. 그렇지만 오푸스 데이의 평신도들은 또한 소속 교구와 본당 등에도 의당 봉헌금을 낸다.
오푸스 데이는 회원들 각자가 직면하고 있는 세상적인 문제점들에 개입하지 않으며 오로지 회의 사명에 있어서의 영적인 성격에만 관여하고 있다. 회원들 각자는 완전한 자유의사와 책임성을 가지고 행동하며, 오푸스 데이는 회원들 각자의 결정을 회 자체의 결정으로 간주하지 않는다. 대사회적이고 정치적인 활동 문제에 있어서 오푸스 데이의 각 회원들은 신앙과 도덕에 관한 교회의 교의의 테두리 내에서 다른 로마 가톨릭 신자들처럼 완전한 자유를 가지고 있다고 회에 관한 규칙은 명시하고 있다. 오푸스 데이 당국자들은 이러한 문제들에 대해서 조언을 하는 일도 완전히 자제해야 한다.

### 역대 오푸스 데이 총장
| 대(代)                        | 초상                         | 성명                                                               | 출신지              | 임기                                                           | 시복·시성                                                                                             | 경칭·애칭   |
| ----------------------------- | ---------------------------- | ------------------------------------------------------------------ | ------------------- | -------------------------------------------------------------- | --- | ----------- |
| 창립자 (초대 총장)            |                              | 성 호세마리아 에스크리바 데 발라게르 Josemaría Escrivá de Balaguer | 스페인 바르바스트로 | 1928년부터 1975년까지 (48년 간)                                | 시복:1992년 5월 18일 （복자 호세마리아 에스크리바） 시성:2002년 10월 6일 （성 호세마리아 에스크리바） | 아버지 성인 |
| 초대 속인교구장 (제2대 단장)  |                              | 알바로 델 뽀르띠요 Álvaro del Portillo                             | 스페인 마드리드     | 1975년부터 1994년까지 (19년 간) ※속인교구장으로서는 1982년부터 | 시복:2014년 9월 27일(예정)                                                                            | 돈 알바로   |
| 제2대 속인교구장 (제3대 단장) | 파일:Bishopjechevarria-2.jpg | 하비에르 에체바리아 로드리게스 Javier Echevarría Rodríguez         | 스페인 마드리드     | 1994년부터 2016년까지                                          | | 아버지      |
| 제3대 오푸스데이 총장         |                              | 페르난도 오카리스 fernando ocariz                                  |                     | 2017년부터 현재까지                                            | |             |

## 비판과 논란
‘오푸스 데이’에 관한 비판의 역사는 ‘오푸스 데이’의 창립 초기로까지 올라간다. 1940년대 예수회가 바로 이들을 비판하기 시작한 것이다. 이후로도 ‘오푸스 데이’는 가톨릭교회 내에서 끊임없는 비판과 논란의 중심이 되어 왔다.
오푸스 데이에서 뉴머러리로 활동하던 전 회원(뉴머러리)들이 오푸스 데이를 탈퇴하여 조직한 ‘반-오푸스 데이’ 단체들도 존재한다. 그 중 대표적인 단체는 영어를 모국어로 하는 오푸스 데이 탈퇴 회원들이 구축한 ‘오푸스 데이 감시 네트워크(Opus Dei Awareness Network, ODAN)’를 예로 들 수 있다. 비판자들 가운데 유명 인사를 꼽자면, 오푸스 데이에서 뉴머러리로 활동하며 조직 내에서 고위직 업무를 수행했던 탈퇴 회원 마리아 델 카르멘 타피아(Maria del Carmen Tapia), 아메리카매거진(America Magazine)의 편집을 맡고 있는 예수회 소속 제임스 마틴(James Martin) 신부 등을 들 수 있다.
이들의 오푸스 데이에 관한 비판은 대개 오푸스 데이의 ‘극단적인 비밀 주의’에 관한 것들이다. 예를 들어서 새 멤버를 영입하기 위해 다른 이에게 접근할 때 자신이 오푸스 데이 회원이라는 것을 공적으로 드러내지 않고 접근한다든지, 각 지부의 평신도 영성 지도자(Spiritual Director)의 허락 없이는 자기 스스로를 드러내는 것이 극단적으로 금지된다든지 하는 것 등이 여기에 포함된다. 이들은 오푸스 데이의 창립자 호세마리아 에스크리바가 마련한 1950년 회헌(1950 Constitutions)에 근거를 두고 있는 것이라 한다.

### 회원 영입 및 관리에 대한 비판
오푸스 데이는 기만적이고 공격적인 방법으로 회원들을 영입한다는 비판을 오랫동안 받아 왔다. 예를 들어서, 앞서 언급된 '정체를 드러내지 않고 접근하는 것' 외에도, 새 영입 대상자에 대한 과도한 관심과 애정─사랑 폭격(Love Bombing)─이라든지, 오로지 ‘새 회원 영입’에만 목적을 둔 사교 활동, 장래 회원이 될 가능성이 있는 이에 대한 리포트 작성─그의 학력, 성격, 관심사, 현재 감정 상태 등 수집할 수 있는 모든 자료들이 여기에 포함되나, 그 대상자에게는 이러한 사실이 철저히 비밀에 부쳐진다고 함─과 그에 관한 정기적 보고, 오푸스 데이 뉴머러리들의 매일 회합(Daily Get-Togethers)에서 이뤄지는 영입 대상 인물에 대한 영입 전략 회의 등이 회원 모집에 관한 비판 사항으로 자주 거론된다. 이들은 오푸스 데이 전 뉴머러리 회원들의 출판물에 일관적으로 나타나는 사항들로, 일각에서는 신빙성이 있는 주장들로 받아들여지고 있다. 실제로 오푸스 데이를 탈퇴한 전 뉴머러리들은 새 회원을 모집할 때 ‘우정(friendship)’을 미끼로 모집 대상 인물에게 접근하나, 오푸스 데이 회원들은 우정으로 엮인 진실된 인간 관계를 구축하는 데에는 전혀 관심이 없다고 주장하고 있다.
여기에 더하여 비판자들은 오푸스 데이에 관한 비판은 오푸스 데이가 그 멤버들에 대해 터무니없을 정도로 높은 수준의 통제를 가하고 있다고 말한다. 편지를 받거나 편지를 쓰거나 할 때에도 각 오푸스 데이 센터를 관할하는 평신도 영적 지도자의 검열과 허락을 받아야 한다거나, 오푸스 데이 내에서 관리·유지되고 있는 금서 목록─현재 가톨릭 교회 내에는 공식적인 ‘금서 목록’이 존재하지 않음에도 불구하고─에 올라 있는 책을 읽을 때에도 역시 허락이 필요하다고 한다. 브라질 출신의 전 뉴머러리 멤버, 다리오 포르찌스 페헤이라와 마르시오 페르난디스 다 실바, 쟝 로앙에 의해 출판된 《오푸스 데이의 비밀(現 부산외국어대학교 중남미지역원 임두빈 교수 역)》에서, 저자들은 가족들로부터 받은 편지가 자신에게 직접 전달되지 않았고, 검열을 거친 뒤 전달되었다고 증언하고 있다. 또한 오푸스 데이에 대해 비판적인 입장을 취하고 있는 이들은 오푸스 데이가 가족들을 포함하여, 오푸스 데이의 회원이 아닌 이들과의 관계를 단절하도록 압력을 넣어 왔다고 증언하고 있다. 실제로 오푸스 데이 센터 내에 사는 뉴머러리 회원들은 자기 가족 사진을 센터 내에 둘 수 없다. 사이비 종교 전문가이자 해당 분야의 카운셀러 활동을 해 온 데이빗 클럭(David Clark)은 오푸스 데이를 두고 “아주 많은 컬트적 요소를 가진(Very Cult-like)” 집단으로 묘사하기도 했다.
회원 모집에 관한 또 다른 비판은 오푸스 데이의 엘리트주의에 관한 것이다. 회원 영입 타겟 대상은 대개 그 사회의 유력 인사(정치인, 재계 거물 등)들을 중심으로 정해진다는 비판이 바로 그것이다. 또한 사회에서 차지하고 있는 지위에 따라서 앞서 언급된 갖가지 생활상의 제약 사항들이 완화되거나 경우에 따라서는 감면을 받기도 한다는 주장 제기되어 왔고, 이에 대한 오푸스 데이 탈퇴 회원들의 증언들도 잇따랐다.
신입 회원에 대한 교육 방식에 대해서도 의문을 제기하는 이들이 있다. 입회 대상자는 입회 전 일정 기간 동안 오푸스 데이의 생활 방식에 대한 교육을 받아야 한다. 서클(Circle)이라 불리는 이 교육 과정은 각 센터의 영적 지도자(혹은 지정된 뉴머러리 멤버)와의 맨투맨 방식으로 이뤄지는데, 교육을 받는 동안에 피교육자에게는 어떠한 질문도 허용되지 않았으며 교육자의 교육 내용을 무비판적으로 수용해야 했다는 증언들이 있다.
이밖에도 ‘우애적 교정(fraternal correction)’이라고 불리는 신앙·일상생활 등 제 분야에 관한 뉴머러리 회원 상호 간의 생활 지도는 실제로는 서로가 서로의 행동을 감시하고 통제하는 수단으로 활용되고 있다는 주장이 제기되고 있다.

### 육체적 고행에 대한 비판

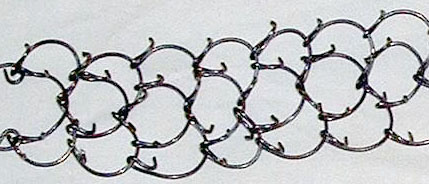
육체적 고행에 사용되는 마미단(Cilice)을 가까이에서 촬영한 사진.

오푸스 데이의 뉴머러리들은 매일 2시간씩 마미단(Cilice)을 다리에 착용할 것과, 매일 아침(계절에 관계 없이) 단장 주교를 위한 고행으로 얼음장과 같이 차가운 물로 샤워하기, 주 1회 채찍질하기 등의 갖가지 육체적 고행을 수행하도록 요구 받는다. 육체적 고행(Self-mortification)에 대한 오푸스 데이의 공식 입장은 과거 성인들이 성화하기 위하여 썼던 방법들 중 한 가지로 자신의 고통을 하느님께 봉헌하는 동시에 예수 그리스도가 겪었던 십자가 상의 고통을 함께 겪는 자기 봉헌의 한 형태라는 것이다.

### 대외비 출판물에 대한 비판
오푸스 데이를 탈퇴한 전 회원들은 오푸스 데이 센터 내에 비치되며 뉴머러리들만이 돌려볼 수 있는 대외비 출판물이 존재한다고 주장한다. 그들 주장에 따르면, 남성 뉴머러리들에게는 〈크로니카〉(Cronica)라는 잡지가, 여성 뉴머러리들에게는 〈노티시아스〉(Noticias)라는 잡지가 제공되며, 모두 스페인어로 되어 있으나, 스페인어에 능숙하지 못한 이들을 위해 때로는 영어 해설이 함께 실리기도 한다고 한다. 비판자들은 앞서 언급된 매거진들에 실리는 내용들에 대한 의문을 제기하고 있다.

### 입회 연령에 대한 비판
오푸스 데이에 대한 비판자들은 (1) 입회 대상자가 자신의 삶을 결정할 수 있을만큼 성숙하지 못한 이들에 대해서도 입회가 장려되고 있으며, (2) 부모의 동의를 받거나 오푸스 데이에 관해 부모와 상담하는 것을 막고 있다고 지적하고 있다.
실례로 1981년 영국의 웨스트민스터 대교구장 바실 흄(Basil Hume, 1923년~1999년) 추기경은 “본인은 교구 내에서 납득할 만한 염려를 접하고 건전한 실천을 장려하기 위하여 이 권고 내용을 알리는 바이다.”라는 서문과 함께 교구 내에서 활동 중인 오푸스 데이에
1. 18세 미만인 사람은 오푸스 데이와 결합하는 서원이나 장기 헌신이 허용되지 않으며
2. 오푸스 데이에 가입하고자 하는 이는 합법적 보호자와 상의해야 하며, 예외적으로 가족과 만나지 못할 충분한 이유가 있는 경우에는 어떠한 경우에라도 그 이유가 해당 주교나 대리인에게 먼저 설명되어야 하고
3. 오푸스 데이에 가입한 사람은 부당한 압력이 행사됨 없이 가입하거나 탈퇴할 자유와 영성 지도 신부를 자유롭게 선택할 수 있는 권리를 포함하여 각 개인의 자유가 보장되어야 하며
4. 웨스트민스터 교구 내에서의 오푸스데이 활동은 후원이나 경영을 분명히 드러나야 한다

는 네 가지 권고를 내렸지만, 이 권고들은 지켜지지 않거나 무시되었다는 증언이 존재한다.

### 조직 내에서 차지하는 여성의 지위에 대한 비판
‘오푸스 데이’에 관한 연구물이나 ‘오푸스 데이’에 몸 담았던 이들은 ‘오푸스 데이’에서 여성의 존재는 남성에 종속되어 있다고 주장하고 있다. 이러한 내용은 예수회 소속 마이클 월쉬 신부(Michael Walsh)의 ‘오푸스 데이’ 연구물인 《오푸스 데이의 비밀 세계(1989)》에서도 찾아 볼 수 있다. 반면, 동시에 ‘오푸스 데이’의 리더들 가운데 절반은 여성들이며, 이들이 또한 남성들을 이끌고 있다는 반론이 있다.

### ‘오푸스 데이’를 옹호하는 의견
존 알렌 주니어(John L. Allen, Jr.), 비토리오 메조리(Vittorio Messori), 파트리체 데 플륀케(Patrice de Plunkett), 메기 화이트하우스(Maggy Whitehouse), 노암 프리드랜더(Noam Friedlander) 등, 개인적으로 오푸스 데이와 함께 활동했던 몇몇 저널리스트들에 따르면 오푸스 데이에 가해지는 많은 비판들이 사실이 아니라고 한다.

### 요약 및 정리
오푸스 데이에 관하여 여러 가지 의문점들이 제기되고 있는 가운데, 오푸스 데이의 회원이 되어 보지 않는 이상, 비판자들의 주장이 악의적 의도를 가진 것이었는지 확인해 볼 수 있는 방법은 없다. 오푸스 데이에 대한 여러 비판들에 대한 오푸스 데이는 “오푸스 데이로 인하여 상처를 받은 사람들이 있었다는 사실은 인정하지만, 그러한 일은 특수한 상황에 국한된 것이고 일부의 사람들에게만 일어났던 일이기 때문에 모든 오푸스 데이 회원들이 비판자들이 말하는 환경에서 생활하고 있는 것은 아니다.”는 공식적 입장을 내놓고 있다. 일부 전문가들은 ‘오푸스 데이’로부터 피해를 받았다는 주장은, 사실은 ‘오푸스 데이’가 ‘수도회’에 속하지도, 그렇다고 완전히 ‘평신도’ 영역에도 속하지 않는 애매한 위치에 서 있기 때문이라고 설명하기도 한다. 하지만 대개 오푸스 데이의 전 회원들로 구성된 ‘반-오푸스 데이’ 활동을 하는 제 조직들과 그 회원들은 시대와 지역을 넘어, 오푸스 데이 회원으로 활동했을 때 자신들이 겪었던 체험을 일관성 있게 주장하고 있다는 점에서 미루어 보아 그들의 주장과 의견에 귀를 기울일 필요가 있다는 견해가 존재한다.
이에 대해 가톨릭 저널리스트 존 L. 알렌 주니어는 ‘오푸스 데이’에 대한 사람들의 부정적 인식이 “오푸스 데이에 대해서 잘 알지 못 하기 때문”에 기인한다고 말한다. 한편 그는 오푸스 데이에 관한 연구를 마친 뒤 (1) 조직에 대해 투명하게 공개해야 하며 (2) 다른 신앙 관련 기관들과 협동해야 하고 (3) 조직에 관한 비판에 대해 환기시킬 수 있도록 회원들을 장려해야 한다고 피력한 바 있으며, 또한 적지 않은 사람들이 오푸스 데이에 가해지는 비판에 대해 오푸스 데이가 이를 스스로 적극 해명해야 할 책임이 있다는 점에 대해 동의하고 있다.

## 입회와 생활 방식
오푸스 데이의 활동 방법 가운데 많은 부분이 아직 명확하게 드러나지 않은 것은 사실이다. 그러나 지금까지 알려진 바를 요약하면 다음과 같다.

### 오푸스 데이 사제
오푸스 데이 소속 사제들은 뉴머러리들 가운데에서 선발된다. 사제로 선발된 이들은 로마에 위치한 산타크로체(Santa Croce, 성 십자가) 대학교의 오푸스 데이 국제 신학교에서 일정 기간 오푸스 데이 사제로서 갖춰야 할 학문을 연마한다.

### 뉴머러리(독신 회원)
뉴머러리는 오푸스 데이의 기간적(基幹的) 존재이다.
오푸스 데이의 기회원들과의 다양한 접촉을 통해 오푸스 데이와 교류를 해 온 이 가운데 오푸스 데이의 활동에 기여할 수 있다고 판단된 평신도는 오푸스 데이의 독신 회원으로 살 것을 제안 받는다. 이 과정에서 입회 대상자는 입회 전 일정 기간 동안 오푸스 데이의 생활 방식에 대한 교육을 받아야 한다. 서클(circle)이라 불리는 이 교육 과정은 각 센터의 평신도 영적 지도자와의 맨투맨 방식으로 이뤄진다. 교육 과정을 마친 후 입회 제안을 수락하게 되면 일정한 예식을 거쳐 오푸스 데이 단장 주교에게 오푸스 데이 입회를 수락해 줄 것을 요청하는 편지를 쓰게 된다. 이를 ‘오푸스 데이’의 용어(terminology)로 “휘파람 불기(whistling)”라고 하는데, 일반적인 수도회에서 이뤄지는 서원(誓願) 개념이 아닌, 오푸스 데이와 한 평신도 사이에 이뤄지는 ‘계약 관계’라는 점이 특이하다. 휘파람을 불고, 이것이 수락되면 뉴머러리로서 활동할 수 있다.
뉴머러리가 된 오푸스 데이 평신도 독신 회원에게는 다음과 같은 몇 가지 의무 사항이 주어진다.
- 자신의 모든 수입을 오푸스 데이에 헌납해야 함
- 고해성사는 오푸스 데이 소속 사제에게만 청할 수 있으며, 그 외 사제로부터는 고해성사를 받을 수 없다는 것.
- 주 1회 채찍질, 매일 2시간의 마미단 의무 착용[16]
- 라틴어로 된 오푸스 데이 고유 기도 〈프레체스(Preces)〉를 암송할 것
- 매일 아침 기상시[17] 바닥에 엎드려 입을 맞추며 “봉헌하겠나이다(Serviam)”하고 라틴어로 기도할 것
- 매일 밤 잠자리에 들기 전에 무릎을 꿇고 팔을 벌린 채 성모송 3번을 암송할 것
- 오푸스 데이가 주최하는 정기 피정 등 행사에 참여할 것

이밖에도, 항상 많은 친구를 사귀고 그들이 오푸스 데이의 교육에 참여할 수 있도록 노력하도록 요구를 받는다.
오푸스 데이와의 계약 관계는 1년마다 갱신되며, 5년이 지난 시점에서는 종신 계약이 가능하다. 오푸스 데이에서는 입회와 탈퇴가 완전히 자유롭다고 주장하나, 이에 회의적인 비판자들도 상당수 존재한다.
남성 뉴머러리와는 달리 여성 뉴머리들은 그들이 조직 내에서 맡은 역할에 따라 더 세분화된다.

### 슈퍼 뉴머러리(기혼 회원)
대개는 이미 결혼한 이들이 슈퍼 뉴머러리가 되나, 결혼하지 않았어도 오푸스 데이의 회원으로 활동하되 독신으로 살고자 하지 않는 이들도 슈퍼 뉴머러리가 될 수 있다. 이들은 오푸스 데이가 주최하는 영성 지도 프로그램에 정기적으로 참여하며, 물적으로 오푸스 데이의 사도직을 후원한다.

### 협력자
오푸스 데이의 영성을 따르며 영적·물적으로 오푸스 데이에 협력하는 이들을 일컫는다. 반드시 가톨릭 신자일 필요는 없으며, 심지어는 불교도나 이슬람교도까지도 오푸스 데이의 협력자가 될 수 있다.

### 성 십자가 사제회
성 십자가 사제회는 오푸스 데이의 영성에 참여하는 교구 사제(Parish Priest)들을 위한 조직이다.

## 자산 규모와 영향력
지금까지 알려진 오푸스 데이의 자산 규모는 전 세계적으로 28억 달러, 미국 내에 3억 4천만 달러 정도이다. 28억 달러는 미국 듀크대학교의 연간 기부금과 비슷한 수준이지만 소문으로 떠돌던 것처럼 교황청의 재정 위기를 극복할 수 있는 정도는 아니다. 오푸스 데이는 15개의 대학교들과 11개의 경영대학원, 초·중등학교 36곳과 병원 7곳을 공식적인 협력 기관으로 지목하고 있지만 오푸스 데이가 제도적으로 지배하고 있는 교육기관은 거의 없다.

## 대중 문화 속 오푸스 데이

### 다빈치코드
댄 브라운의 소설 ‘다빈치코드’와 이를 바탕으로 한 동명의 영화에서 ‘오푸스 데이’는 무자비하게 사람들을 죽이는 집단으로 묘사되고 있으나 이는 사실이 아니다. ‘오푸스 데이’에서 살인은 대죄로 여겨지고 있기 때문이다.

### 호세마리아 신부의 ‘길’
이 영화는 오푸스 데이의 창설자 호세 마리아 신부의 일대기와 그가 어떻게 오푸스 데이를 창설했는지를 그린 영화다. 실화를 바탕으로 한 영화다. 스페인 내전이 벌어지기 직전, 호세 마리아(찰리 콕스)와 마놀로(웨스 벤틀리)는 어렸을 때부터 절친한 친구 사이로 둘은 모두 로마 가톨릭교회 사제가 되기 위해 신학대에 들어간다. 스페인 내전 직전 곳곳에서 성상파괴운동이 벌어지고 성난 시민들에 의해 성당이 파괴되고 사제들이 공격받는 일이 벌어진다. 격변의 시대에 호세 마리아는 로마 가톨릭교회 평신도들의 비밀조직인 오푸스 데이를 창설한다. 마놀로는 사제직을 걷지 않고 대신 시민운동 내부에 스파이로 잠입하여 노조 파괴와 노조 위원장 암살 등 악역을 맡는다. 스페인 내전은 극렬한 양상을 띄게되고 마놀로는 스페인 내전의 인민전선에 가담하여 인민전선 내부의 주요 정보를 프랑코 정부군에 누설하여 인민전선을 괴멸시키는데 앞장서고 호세마리아 신부가 스페인을 탈출하는 것을 결정적인 순간에 돕는다.
마놀로는 인민전선 내에서 여전사인 일디코를 짝사랑한다. 그러나 그녀는 인민전선 지도자를 사랑하고 그의 아이까지 낳는다. 인민전선은 자꾸만 작전이 적에게 세어 나가자 조직내에 스파이가 있음을 알게 된다. 위기를 느낀 마놀로는 일디코에게 스파이 누명을 씌워 그녀가 처형당하게 한다. 그리고 일디코의 아이를 자신이 키운다. 마놀로는 훗날 죽어가면서 자신의 죄를 아들에게 고백하며 숨을 거둔다. 실화를 바탕으로 한 영화다.

## 성 십자가 사제회
‘성 십자가 사제회’는 오푸스 데이의 활동에 참여하는 교구 신부들의 단체이다.